# David Hamilton
David Hamilton (Londen, 15 april 1933 – Parijs, 25 november 2016) was een Britse modefotograaf, fine-art-fotograaf en filmregisseur. Hij werd wereldberoemd door zijn droomachtige, wazige soft-erotische foto's van tienermeisjes. Hij verkocht tientallen miljoenen posters en boeken en behoorde in de jaren zeventig en tachtig van de twintigste eeuw tot de beroemdste fotografen ter wereld.

## Jeugd en opleiding
Hamilton groeide op in Londen. Zijn schoolopleiding werd onderbroken door de Tweede Wereldoorlog. Als evacué bracht hij enige tijd door op het platteland van Dorset, het rustige graafschap aan zee, dat steeds een inspiratiebron voor zijn werk gebleven is. Na de oorlog keerde hij terug naar Londen om zijn studies architectuur en interieurdesign af te maken. Nadat hij daar zijn school had afgemaakt, vertrok hij naar Frankrijk, waar hij bleef wonen.

## Carrière
Niet afkomstig uit een artistiek nest, had hij in zijn jeugd geen belangstelling voor schilderkunst en fotografie. Hij had wel zonder veel succes een opleiding in architectuur gevolgd. De Zwitserse fotograaf en grafisch ontwerper Peter Knapp had hem een baan aangeboden bij het Franse modeblad Elle. Zonder kennis van grafisch ontwerp kon hij er aan  de slag. Hij had eerder ook ander werk aangenomen, zoals metselaar in de bouw of geschoolde fabrieksarbeider. In 1957 vestigde hij zich in Frankrijk en werkte er voor een mager maandloon voor de Établissements Siegel, later voor een iets beter loon bij Elle als artistiek directeur. Naar zijn zeggen werkte hij er heel snel een paar uur per dag. Bij Elle verdroegen sommigen zijn twee uren van dagelijkse aanwezigheid niet en na een jaar hield Hamilton het daar voor bekeken. In 1960 keerde hij terug naar Londen. Daar werd hij artistiek directeur voor het 'erg grappige' vrouwenmagazine Queen. Later keerde hij terug naar Parijs. Hij werd er artistiek directeur van het grote warenhuis Printemps. Het werden zijn vervelendste jaren aangezien iedereen bij Printemps zich artistiek directeur waande. Niettemin slaagde hij erin om met het verdiende geld zijn huis in Ramatuelle te bekostigen. In die periode begon hij enkele foto's te maken voor Printemps: een stoel, een fles, een kledingstuk. Later, toen hij het fotograferen van meisjes belangrijk begon te vinden, maakte hij zijn allereerste fotografisch modeverslag, met professionele fotomodellen, en het werd gepubliceerd in het blad Elle. Hij vestigde zich toen als onafhankelijke fotograaf in Ramatuelle. Na een periode slechts bloemen, landschappen en objecten te hebben gefotografeerd, werden in 1967 tienermeisjes zijn favoriet fotothema. Hij maakte foto's voor Duitse tijdschriften zoals Jasmin en Twen: mode, schoonheid en catalogi. Het grote startschot van zijn populariteit werd gegeven toen hij foto's maakte onder de titel Susan voor het blad Twen. In Hamiltons woorden: “Het was een illustratie van het liedje van  Leonard Cohen. Ik was met twee modellen in Ramatuelle. We luisterden onvermoeibaar naar liedjes van Nina Simone. We hebben ideeën uitgewisseld. En vervolgens zochten we als gekken Saint-Tropez af voor het verzamelen van veren, hoeden, bloemen en kleren. Twee dagen en filmrolletjes verder, waren de foto's genomen.” De nevelachtige en korrelige stijl van zijn foto's bracht hem al spoedig succes en ze werden in verschillende toonaangevende bladen gepubliceerd. Het Franse fotomagazine Photo besteedde in 1970 in een van zijn edities twintig pagina's aan Hamiltons werk. Zijn foto's werden ook gebruikt voor een advertentiecampagne van Nina Ricci's parfum L'Air du Temps. Al snel volgde het Franse fotoblad Zoom met een reportage van tweeëndertig pagina's met Hamiltons foto's.
Als fotomodel gebruikte hij altijd tienermeisjes, veelal met lang blond sluik haar en blauwe ogen, van achteren beschenen door het natuurlijke daglicht. Als achtergrond gebruikte hij historische huizen met daarin met bloemmotieven versierde doorzichtige gordijnen en meubels in Edwardiaanse stijl. Buitenshuis maakte hij beelden in bucolische en natuurlijke omgevingen. In heel zijn fotografisch werk zorgde hij er steeds voor dat elementen uit de moderne tijd buiten beeld bleven. Zich inspirerend op de flou artistique van de picturalistische kunststroming in de fotografie rond het jaar 1900, retoucheerde Hamilton zijn foto's niet tijdens het ontwikkelingsproces, maar paste hij een optische afwijkingstechniek toe om het wazige softfocuseffect van zijn foto's te realiseren. Zijn softfocusbeelden boden een boeiend zicht op meisjes in idyllische taferelen, vaak met de bijbetekenis van de geëmancipeerde jonge maagd. In de Franse cultuur is een jeune fille een jonge vrouw, in haar late tienerjaren of twintiger jaren, die opbloeit tot een zelfstandige vrouwelijkheid. Veel van zijn foto's vereeuwigen meisjes met bloemen in het haar of met bebloemde flaphoeden op het hoofd, en gehuld in blote jurken, soepjurken of klassieke Griekse gewaden. Hamiltons beelden werden gekenmerkt door het klassieke thema van de jeunes filles en fleurs, die als Griekse nimfen lijken te leven in een mythische wereld, waarin Hamilton een raam aanbiedt. Hij zocht zijn nieuwe modellen veelal op zonnige naaktstranden en in naturistische domeinen zoals Cap d'Agde. Voor zijn fotografisch werk nam hij een aantal van zijn amateurmodellen mee naar exotische landen zoals Tahiti of het Oceanische eiland Guam, de Bahama's of de Malediven. Hij ontdekte hen ook in Scandinavische landen of op het strand van Saint-Tropez. Hij legde contacten met de ouders van meisjes die hij graag wenste te fotograferen en pas na een sluitend contract vonden de fotosessies plaats. Naast de ontluikende schoonheid en onschuld van pubermeisjes behoorden ook bloemen, stillevens, landschappen en balletdans tot zijn thema's.     
In 1963 begon Hamilton zijn eerste foto's te maken. Gaandeweg ontwikkelde hij zijn typisch romantisch-erotische stijl die hem onmiddellijk herkenbaar maakte tussen beelden van andere fotografen. Gedurende tien jaar vanaf het einde van de jaren zestig was Hamilton een van de populairste fotografen ter wereld. In veel landen werden zijn fotoboeken bestsellers en zijn tentoonstellingen waren te zien in kunstgalerijen over de hele wereld. Hij werd een beroemdheid en de gevestigde orde aanvaardde hem. Aan het Franse magazine Photo verklaarde hij het geheim van zijn glorie: “Mijn succes vindt zijn oorsprong in de dromen en geheime fantasieën die in iedere mens schuilen.” Zijn foto's verschenen in een breed scala van tijdschriften waaronder Madame Figaro, Quinze Ans, Esquire, Playmen, Twen, Konkret, Show, Lui, Muse (The Fashionart Magazine) en Soon International Magazine. Naast zijn fotografisch werk regisseerde Hamilton twee korte films en vijf speelfilms, waarvan Bilitis uit 1977 de enige succesvolle was. Verder bleef Hamilton publiceren in tijdschriften zoals Playboy en Vogue en had hij tentoonstellingen in diverse gerenommeerde kunstgalerijen en musea. Zo belandde zijn œuvre in de bibliotheek van het Amerikaanse congres, thuis bij de Deense koninklijke familie, in Carnegie Hall, in het New Yorkse Guggenheim Museum en tijdens de ambtstermijn van Bill Clinton in het Witte Huis. Zijn softfocusstijl kwam rond 2003 weer in de mode in Vogue, ELLE en andere modebladen.
Hamilton verdeelde zijn tijd tussen Saint-Tropez en Parijs. In 2006 kwamen twee nieuwe boeken van hem uit: David Hamilton, een collectie foto's met onderschriften, en Les Contes Érotiques, een verzameling van zijn korte verhalen, luxueus uitgegeven in een box samen met een Cahier Photographique 1970-1990.

## Privéleven
Hamilton was twintig jaar lang in een vriendschappelijke relatie met zijn 'ideale' fotomodel Mona Kristensen. Zij poseerde voor veel van de foto's in zijn eerste fotoboeken en maakte haar filmdebuut in Hamiltons korte film Les Jeunes Filles en Fleurs, waarin zij acteerde onder de naam Mona Østergaard.
In 1992 huwde Hamilton met de Vlaamse Geertrui Versyp, dochter van acteur Oswald Versyp. Hamilton had haar in 1982 leren kennen op het strand van Saint-Tropez. Hun huwelijk hield slechts enkele jaren stand, maar ze bleven goede contacten onderhouden. Onder de naam Gertrude Hamilton werkte zij mee aan de vormgeving en lay-out van David Hamiltons fotoboeken Twenty Five Years of an Artist (1992) en The Age of Innocence (1995) en zij assisteerde hem bij het rekruteren en selecteren van zijn amateurfotomodellen.

## Mediarechtbank
Op 17 november 2016 betichtte de Franse radiopresentatrice Flavie Flament Hamilton ervan haar op dertienjarige leeftijd tijdens een fotosessie te hebben verkracht. Op 19 oktober had ze La Consolation op de markt gebracht, een boek waarvan ze beweerde dat het een autobiografische roman betrof en waarin ze schreef dat ze onder meer door een beroemde fotograaf verkracht was. De fotograaf werd in de eerste editie van het boek niet met naam genoemd, maar op het voorblad stond een van Hamiltons foto's afgedrukt met Flament als onderwerp. Nadat op 17 oktober Flament in de media over haar autofictieboek had gepraat, namen de voormalige fotomodellen 'Alice' en 'Lucie' contact met de schrijfster op.  'Alice', 'Lucie' en Flament, die elkander destijds kenden, beweerden het slachtoffer te zijn geweest van seksuele mishandeling in de zomer van 1987. 'Alice' had in 1997 een klacht neergelegd bij de jeugdbrigade van de Parijse politie. De Franse justitie seponeerde de zaak van 'Alice' in januari 1998. 'Alice' bleef na 1987 Hamilton bezoeken tot ze in 1989 achttien jaar werd. 'Alice' had in 1987 'Lucie' (pseudoniem 'Manon' in modeblad Elle) gevraagd om voor Hamilton te poseren. Kort voor Hamiltons overlijden voegde Elodie D. zich bij 'Lucie', 'Alice' en Flament. Elodie had in 2008 een klacht ingediend voor vermeende 'seksuele agressies' vanaf 2004. In 2011 verwierp de Franse justitie deze zaak, omdat Elodie de fotograaf meerdere keren uit vrije wil had bezocht. Elodie D. reisde in 2006 samen met Hamilton naar Duitsland. Hamilton bevestigde dat Flament in 1987 voor hem model had gestaan, maar ontkende haar iets aangedaan te hebben en dreigde in het openbaar met gerechtelijke stappen. Om deel te kunnen nemen aan een schoonheidswedstrijd heeft Flament in 1988 een van de portretfoto's, die Hamilton van haar had gemaakt, opgestuurd naar de redactie van het Franse weekblad OK! Âge Tendre. De foto werd in zwart-wit afgedrukt in dit weekblad. In juni 1988 werd Flament verkozen tot Miss OK 1988. De identieke originele kleurenfoto heeft zij in 2016 laten afdrukken op het voorblad van haar boek La Consolation, het verhaal waarin ze onder andere Hamilton beschuldigde van verkrachting. In 1995 heeft Hamilton een andere portretfoto – waarop Flament topless is afgebeeld – gepubliceerd in zijn kunstfoto- en poëzieboek The Age of Innocence.
In een interview toonde een broer van Flament zich verbijsterd over het feit dat zij in 1987  haar beklag maakte over 'ongepaste gebaren' en dit feit in 2016 heeft opgeblazen tot 'verkrachting'. Hij benadrukte ook dat Flament fotograaf Hamilton jaren na haar vermeende verkrachting nog was blijven bezoeken om voor hem te poseren.
Hoewel Hamilton in een persbericht te kennen had gegeven geen vragen van journalisten te zullen beantwoorden, drongen journalisten het appartementsgebouw waar hij woonde binnen en schoven zij briefjes onder zijn persoonlijke appartementsdeur.

## Dood
Als 83-jarige man maakte Hamilton in oktober 2016 via de media publiekelijk bekend dat hij vreesde voor zijn leven, aangezien hij doodsbedreigingen had ontvangen. Drie dagen nadat hij aan het Franse persagentschap AFP had meegedeeld dat hij diverse klachten wegens smaad plande in te dienen, werd hij dood aangetroffen in zijn appartement in Parijs. Volgens een bron die dicht bij het onderzoek stond heeft Hamilton tussen 22 en 25 november 2016 geen enkele klacht ingediend bij het Parijse openbaar ministerie. In de loop van de namiddag voorafgaand aan zijn dood zou een van zijn medewerkers hem nog een bezoek hebben gebracht. Hamilton had nog lopende projecten zoals de organisatie van tentoonstellingen en het maken van een documentaire. De pers meldde dat een buurman hem ontdekte met een plastic zak over het hoofd terwijl zijn deur op een kier stond. Het autopsierapport besloot dat verstikking de doodsoorzaak was, en niet het gebruik van medicamenten. Daags na zijn dood namen de media de mededeling van Agence France Presse over dat zelfdoding de 'bevoorrechte onderzoekspiste' was. Een paar dagen later werd het onderzoek afgesloten.

## Werk (selectie)

### Boeken
- Rêves de Jeunes Filles (uitg. Robert Laffont, 1971)
- Les Demoiselles d'Hamilton (uitg. Robert Laffont, 1972)
- Souvenirs de vacances (uitg. Robert Laffont, 1974)
- The Best of David Hamilton (uitg. Robert Laffont, 1976, ISBN 2-221-02565-2)
- Private Collection (uitg. William Morrow & Co., 1976, ISBN 0-688-03053-X)
- L'Album de Bilitis (uitg. Robert Laffont, 1977, ISBN 2-221-02561-X)
- Souvenirs (uitg. Collins, 1978, ISBN 0-00216-736-0)
- La Jeune Fille (uitg. Robert Laffont, 1978, ISBN 2-221-50026-1)
- Jardin Secret (uitg. Agep, 1980, ISBN 2-902-63405-6)
- Tendres Cousines (uitg. Filipacchi, 1981, ISBN 2-85018-404-7)
- I Grandi Fotografi (uitg. Gruppo Editoriale Fabbri, 1982; Olympic Marketing Corp., 1990, ISBN 978-9990225211)
- Un Été à Saint-Tropez (uitg. Filipacchi, 1982, ISBN 2-85018-428-4)
- Jun Miho (uitg. onbekend, 1983)
- Hommage à la Peinture (uitg. Agep, 1984, ISBN 0-916-56700-1)
- Monochrome (uitg. Nippon Geijutsu Shuppansha, 1985, ISBN 4-89011-188-3)
- Erotica Vol. I-XII (uitg. Nippon Geijutsu Shuppansha, 1985), ISBN 4-89011-110-7, 4-89011-159-X, 4-89011-250-2, 4-89011-312-6, 4-89011-335-6
- Minami Maiko, (uitg. Sukora, 1987, ISBN 4-06174-938-2)
- Venice (uitg. Arcade Publ., 1989, ISBN 1-55970-020-3)
- Flowers (uitg. Arcade Publ., 1990, ISBN 1-55970-060-2)
- Blooming Minayo (uitg. onbekend, 1992, 4-79620-088-6)
- Twenty Five Years of an Artist (uitg. Dorset Press, 1992, ISBN 1-566-19358-3)
- David Hamilton - Seine besten Bilder 1965-1990 (uitg. Südwest Verlag, 1992, ISBN 3-51701-353-6)
- Hamilton Pictures: The Fantasies of Girls (uitg. Bunkasha Co., 1994, ISBN 4-82112-010-0)
- Jō asami shashinshū (uitg. Sukora, 1995, ISBN 4-79620-315-X)
- The Age of Innocence (uitg. Aurum Press, 1995, ISBN 1-85410-304-0)
- A Place in the Sun (uitg. Aurum Press, 1996 ISBN 1-85410-431-4)
- Holiday Snapshots (uitg. Hombrechtikon, Suisse: Edition Olms AG, 1999, ISBN 3-283-00371-8)
- David Hamilton for ADO Couture, expo catalogus (uitg.  ADO Gardinenwerke Gmbh, 2006)
- David Hamilton (uitg. Éditions de la Martinière, oktober 2006, ISBN 2-73243-498-1)
- Cahier Photographique 1970-1990 (uitg. Hermé, december 2006, ISBN 2-86665-451-X)
- Les contes érotiques (uitg. Hermé, 2006, ISBN 2-86665-451-X)
- The Art of David Hamilton - exhibition catalogue (uitg. Iconolab, 2010)

### Portfolio's
- Souvenirs (1974)
- Filles-Fleurs (1979)
- Shadows of a Summer (1979)
- Le Galet Blanc (1980)

### Films
- Les Jeunes Filles en Fleurs (korte film 1972)
- Heidi et Sara (1973)[56]
- Bilitis (1977)
- Laura: Shadows of a Summer (1979)
- Les Estivelles (1979)[57]
- Tender Cousins (1980)
- Un été à Saint-Tropez / A Summer in St. Tropez (1982)
- Premiers désirs / First Desires (1983)

### Legpuzzels
- Ballerine (1000 stuks, firma Ravensburger)